# Bellonella tenuis
Bellonella tenuis är en korallart. Bellonella tenuis ingår i släktet Bellonella och familjen läderkoraller. Inga underarter finns listade i Catalogue of Life.